# Гексаиодоплатинат(IV) аммония
Гексаиодоплатинат(IV) аммония — неорганическое соединение, 
комплексный иодид аммония и платины
с формулой (NH4)2[PtI6],
чёрные кристаллы,
легко растворяется в воде.

## Физические свойства
Гексаиодоплатинат(IV) аммония образует чёрные кристаллы с металлическим блеском  в которых при 100 и 258 К происходят фазовые переходы
.
Легко растворяется в воде,
не растворяется в этаноле.

## Химические свойства
- В водных растворах неустойчив и разлагается:

{\displaystyle {\mathsf {(NH_{4})_{2}[PtI_{6}]\ {\xrightarrow {}}\ 2NH_{4}I+PtI_{4}}}}